# Zambrów (gromada)
Zambrów – dawna gromada, czyli najmniejsza jednostka podziału terytorialnego Polskiej Rzeczypospolitej Ludowej w latach 1954–1972.
Gromady, z gromadzkimi radami narodowymi (GRN) jako organami władzy najniższego stopnia na wsi, funkcjonowały od reformy reorganizującej administrację wiejską przeprowadzonej jesienią 1954 do momentu ich zniesienia z dniem 1 stycznia 1973, tym samym wypierając organizację gminną w latach 1954–1972.
Gromadę Zambrów z siedzibą GRN w mieście Zambrów utworzono 31 grudnia 1959 w powiecie zambrowskim w woj. białostockim z obszaru zniesionych gromad Poryte-Jabłoń, Sędziwuje i Wiśniewo.
1 stycznia 1970 do gromady Zambrów w tymże powiecie przyłączono z miasta Zambrowa część obszaru o nazwie "Nagórki-Jabłoń" o powierzchni 448,35 ha oraz uroczysko "Nowy Las" o powierzchni 116,53 ha
Gromada przetrwała do końca 1972 roku, czyli do kolejnej reformy gminnej.